# Open Castilla y León 2012
L'Open Castilla y León 2012 è stato un torneo professionistico di tennis giocato sul cemento. È stata la 27ª edizione del torneo che fa parte dell'ATP Challenger Tour nell'ambito dell'ATP Challenger Tour 2012. Si è giocato a Segovia in Spagna dal 21 al 27 agosto 2012.

## Partecipanti

### Teste di serie
| Nazionalità | Giocatore               | Ranking* | Testa di serie |
| ----------- | ----------------------- | -------- | -------------- |
| Spagna      | Daniel Gimeno Traver    | 110      | 1              |
| Spagna      | Daniel Muñoz de la Nava | 126      | 2              |
| Serbia      | Dušan Lajović           | 138      | 3              |
| Russia      | Evgenij Donskoj         | 142      | 4              |
| Russia      | Konstantin Kravčuk      | 207      | 5              |
| Francia     | Kenny de Schepper       | 214      | 6              |
| Argentina   | Facundo Argüello        | 229      | 7              |
| Spagna      | Iván Navarro            | 239      | 8              |

- Ranking al 13 agosto 2012.

### Altri partecipanti
Giocatori che hanno ricevuto una wild card:
- Andrés Artuñedo Martínavarr
- Carlos Benito Hergueta
- Jorge Hernando Ruano
- Ricardo Villacorta-Alonso

Giocatori passati dalle qualificazioni:
- Marin Draganja
- Cătălin-Ionuț Gârd
- Nikolaus Moser
- Luca Vanni

## Campioni

### Singolare
- Evgenij Donskoj ha battuto in finale  Albano Olivetti con il punteggio di 6–1, 7–6(11)

### Doppio
- Stefano Ianni /  Florin Mergea hanno battuto in finale  Konstantin Kravčuk /  Frank Moser con il punteggio di 6–2, 6–3